# Frédéric Pierre (football)
Pour les articles homonymes, voir Frédéric Pierre et Pierre.
Frédéric Pierre, né le 23 février 1974 à Namur à Belgique, est un footballeur international belge.
Ex-grand espoir Belge, il se fait remarquer au RWD Molenbeek ainsi qu'au Royal Excelsior Mouscron.
En 1999, il signe au Standard de Liège. En froid avec l'encadrement de l'équipe, il songe à s'en aller au mercato d'hiver 2000/2001. D'abord présenté au club Turc de Rizespor, il est finalement prêté au RSC Anderlecht pensant pouvoir s'affirmer dans une grande équipe et prouver à ses détracteurs qu'ils s'étaient trompés.
L'expérience tourne pourtant mal, très peu utilisé il quitte la Belgique et signe au Nîmes Olympique alors en D2 française ; là aussi Frédéric Pierre ne brille pas, il n'arrive pas à s'imposer dans l'effectif d'une équipe qui se voit reléguée en division inférieure en fin de saison.
Son retour en Belgique la saison suivante au KSK Beveren sera lui aussi un échec, il termine sa carrière en Roumanie au FC Universitatea Craiova.
Maintenant entraîneur du FC Jandrain en 3ème provinciale série D en Belgique. Son objectif est de faire remonter le club dans le haut du classement après une saison difficile l'année dernière, marquée par un forfait général de l'équipe première. Heureusement, l'équipe réserve a su terminer la saison malgré le peu d'effectif dont elle disposait. Avec l'expérience de Frédéric Pierre et sa détermination, le FC Jandrain est prêt à relever ce défi et à retrouver son niveau.

## Palmarès
- Championnat de Belgique
  - Champion : 2001 avec le RSC Anderlecht

- Coupe de Belgique
  - finaliste : 2000 avec le Standard de Liège